# Nonyma mirei
Nonyma mirei là một loài bọ cánh cứng trong họ Cerambycidae.